# Diploknema ramiflora
Diploknema ramiflora är en tvåhjärtbladig växtart som först beskrevs av Elmer Drew Merrill, och fick sitt nu gällande namn av Herman Johannes Lam. Diploknema ramiflora ingår i släktet Diploknema och familjen Sapotaceae. Inga underarter finns listade i Catalogue of Life.